# Seks sange opus 9
Sex sange opus 9 is de negende liederenbundel, die door de Noorse componiste Agathe Backer-Grøndahl werd uitgegeven. De bundel werd gezamenlijk gedrukt in Noorwegen (Warmuth Musikforlag), Zweden (Elkan & Schildknecht) en Denemarken (Edition Wilhelm Hansen).
De zes liederen op Deense teksten zijn:
- Morgensang op tekst van Bernhard Severin Ingemann in allegretto;
- Nu solen gaar ned, een avondpsalm op tekst van Samuel Olsen Bruun in allegro tranquillo
- Aftensang op tekst van Bernhard Severin Ingemann in andantino
- Serenade op tekst van Theodor Kjerulf in moderato molto
- Aftensang op tekst van Bernhard Severin Ingemann in andante
- Sommernatsblink op tekst van Bernhard Severin Ingemann in allegretto

De bundel is opgedragen aan Marcus Jacob Monrad, een professor in de filosofie en tevens muziekliefhebber. Hij drong met anderen aan op meer beurzen voor Noorse componisten. Hij hoopte het geestelijke leven van studenten in het algemeen te stimuleren.
Lied 1 is nog apart opgedragen aan ene N., het betreft zeer waarschijnlijk Nils Backer-Grøndahl, Agathes zoon, geboren in 1877. Bakker-Grøndahl gaf namelijk in 1877 geen muziek uit, dat volgde pas (weer) in 1879.